# Wskaźnik finansowy
Wskaźnik finansowy – wyraża określoną relację co najmniej dwóch wielkości finansowych i przypisana jest mu odpowiednia interpretacja.
Jeżeli we wskaźniku wykorzystywane są dane zarówno z bilansu (wielkości zasobowe, na dany dzień) oraz dane z rachunku zysków i strat i/lub rachunku przepływów pieniężnych (wielkości strumieniowe, za dany okres sprawozdawczy), to najczęściej dane z bilansu ujmowane są jako wartości średnie (średnia stanu z początku i z końca okresu sprawozdawczego).
Obliczane wartości wskaźników finansowych mogą być:
- porównywane w czasie,
- porównywane z normami wypracowanymi w teorii/praktyce gospodarczej albo
- porównywane ze średnimi wielkościami dla branży, w której działa analizowane przedsiębiorstwo.

Niewielka część wskaźników ma ustalone pożądane, konkretne wartości liczbowe (m.in. wskaźnik bieżącej i szybkiej płynności, wskaźnik ogólnego zadłużenia). Dla wielu wskaźników określony jest pożądany kierunek zmian, np. im wyższe wartości wskaźników rentowności, tym lepsza sytuacja finansowa przedsiębiorstwa.

## Cechy wskaźników finansowych
- Mierzalność zapewniona jest poprzez wykorzystywanie do budowy wskaźnika finansowego danych mierzalnych pochodzących ze sprawozdań finansowych.
- Porównywalność pozwala na porównywanie wskaźnika finansowego z określonymi odniesieniami w ujęciu czasowym (zmiany w czasie), planistycznym (realizacja versus plan), przestrzennym (pomiędzy przedsiębiorstwami z tych samych branż z różnych rynków), branżowym (pomiędzy przedsiębiorstwami z tej samej branży – klasy lub działu Polskiej Klasyfikacji Działalności, PKD).
- Interpretowalność pozwala na odczytanie uzyskanego wyniku wskaźnika finansowego w języku finansowym, pozwalającym na określenie sytuacji ekonomiczno-finansowej w zakresie analizowanego przy wykorzystaniu danego wskaźnika obszaru działalności finansowej ocenianego przedsiębiorstwa.

## Charakter wskaźników finansowych
Każdy ze wskaźników finansowych może mieć charakter stymulatywny, destymulatywny, nominatywny.
- Wskaźnik finansowy stymulatywny (stymulanta) – wskaźnik, którego wyższa wartość (natężenie cechy mierzonej przy jego wykorzystaniu) jest korzystniejsza. Dąży się więc do maksymalizowania wartości wskaźników stymulatywnych.
- Wskaźnik finansowy destymulatywny (destymulanta) – wskaźnik, dla którego im niższa wartość (natężenie cechy mierzonej przy jego wykorzystaniu), tym lepiej. Dąży się do minimalizowania wartości wskaźników destymulatywnych.
- Wskaźnik finansowy nominatywny (nominanta) – wskaźnik, którego wartość (natężenie cechy mierzonej przy jego wykorzystaniu) powinna kształtować się w określonym przedziale (min – max). Dąży się do tego, aby wartości wskaźników nominatywnych znajdowała się w danym przedziale (zarówno wartość za niska, jak i za wysoka nie jest wskazana).

Wskaźniki finansowe są narzędziem analizy finansowej. Stosuje się je do oceny sytuacji ekonomiczno-finansowej przedsiębiorstwa, pomagają one również kierownictwu przedsiębiorstwa i jej udziałowcom w ocenie standingu finansowego, a w przypadku ubiegania się o kredyt czy inwestycji związanej z nabyciem obligacji, pozwalają ocenić ryzyko kredytowe związane z udzieleniem kredytu lub nabyciem obligacji.

## Wybrane wskaźniki finansowe

### Wskaźniki płynności finansowej
Między innymi:
- CR (ang. current ratio) – wskaźnik bieżącej płynności finansowej
- QR (ang. quick ratio, acid-test ratio) – wskaźnik wysokiej płynności finansowej, tzw. szybki
- Cash Ratio – wskaźnik płynności gotówkowej

### Wskaźniki rentowności
Między innymi:
- ROI (ang. return on investment) – określenie grupy wskaźników rentowności lub pojedynczego wskaźnika stopy zwrotu z inwestycji
- ROE (ang. return on equity) – wskaźnik rentowności kapitału własnego
- ROCE (ang. return on capital employed) – wskaźnik stopy zwrotu z zaangażowanego kapitału (odmiana wskaźnika ROE)
- ROIC (ang. return on invested capital) – wskaźnik stopy zwrotu zainwestowanego kapitału
- ROA (ang. return on assets) – wskaźnik rentowności aktywów
- ROS (ang. return on sales) – wskaźnik zyskowności sprzedaży. Relatywnie często w liczniku występuje zysk netto i przyjęło się, że jest to wyjściowa konstrukcja tego wskaźnika. Przy tej konstrukcji można go nazywać marżą zysku lub marżą zysku netto (ang. net profit margin).
- Marża brutto (ang. gross margin) – odmiana wskaźnika zyskowności sprzedaży, który w liczniku ma zysk ze sprzedaży
- RONA (ang. return on net assets) – wskaźnik rentowności aktywów netto

### Wskaźniki sprawności działania (zarządzania)
Między innymi:
- Wskaźnik cyklu regulowania należności w dniach lub razach obrotu
- Wskaźnik cyklu obrotu zapasami w dniach w dniach lub razach obrotu
- Wskaźnik cyklu regulowania zobowiązań w dniach lub razach obrotu
- Wskaźnik cyklu konwersji gotówki – suma wskaźnika cyklu regulowania należności w dniach i wskaźnika cyklu obrotu zapasami w dniach pomniejszona o wartość wskaźnika cyklu regulowania zobowiązań w dniach
- TAT (ang. total asset turnover) – wskaźnik rotacji aktywów
- Wskaźnik rotacji należności (ang. receivable turnover)
- Wskaźnik rotacji zapasów (ang. inventory turnover)

### Wskaźniki giełdowe (rynku kapitałowego)
Między innymi:
- P/E (ang. price/earnings ratio) – wskaźnik ceny do zysku
- Wskaźnik kapitalizacji – to odwrotność wskaźnika P/E, informuje w jakim stopniu inwestorzy kapitalizują wartość zysków, kupując i sprzedając jej akcje
- EPS (ang. earnings per share) – wskaźnik zysku przypadającego na akcję
- P/BV (ang. price/book value)(C/WK) – wskaźnik ceny rynkowej do wartości księgowej na jedną akcję
- PEG (ang. price earnings growth) – wskaźnik wzrostowy ceny do zysku, wskaźnik urealniający P/E, który dzieli ten wskaźnik przez prognozowaną wartość zysków
- DPR (ang. dividend payout ratio) – wskaźnik stopy wypłat dywidend, ilustruje udział dywidendy w zysku netto badanej spółki
- P/D (ang. price to dividend) – wskaźnik dywidendy, relacja bieżącej ceny rynkowej przypadającej na jedną akcję do dywidendy
- SGR (ang. sustainable growth rate) – trwała stopa wzrostu
- P/S lub PSR (ang. price to sales) – iloraz rynkowej ceny akcji i wartości sprzedaży spółki przypadającej na jedną akcję

### Wskaźniki wypłacalności (zdolności do obsługi zadłużenia)
- Wskaźnik ogólnego zadłużenia (ang. Debt Ratio)
- Wskaźnik pokrycia odsetek (ang. times interest earned)
- Wskaźnik zadłużenia kapitału własnego (ang. debt to equity, D/E)
- Wskaźnik zadłużenia długoterminowego (ang. long term debt to equity)